# 瓦叶藓
瓦叶藓（学名：Miyabea fruticella）为羽藓科瓦叶藓属下的一个种。